# Барбазан, Этьен
Этье́н Барбаза́н (фр. Étienne Barbazan; 1696, Сен-Фаржо, вблизи Осера — 1770, Париж) — французский филолог и эрудит.
Занявшись очень рано изучением старофранцузского языка, а также французской литературой, Барбазан переселился в Париж как единственное место, где он мог найти нужные материалы, и стал библиотекарем.
Когда приостановилось издание аббата Перо (abbé Pereau/Pérau) «Recueil ABC», собрание редких исторических документов, Барбазан — в сотрудничестве с Керлоном (Querlon) и де-Гравиллем — взял на себя продолжение этого труда (24 тома, 1745—1762). К тому же времени он заготовил богатый материал для большого словаря древнефранцузского языка и готов был его издать, но конкуренция академика Ла Кюрн де Сент-Пале, который тоже задался этой мыслью, помешала ему найти издателя. Рукопись словаря была приобретена после смерти Барбазана маркизом де Польми и хранилась в Библиотеке арсенала (fr).

## Издания
Из других печатных трудов после Барбазана остались:
- «Fabliaux et contes français des XII—XV siècles» (Париж, 1756);
- «L’ordene de chevalerie, ancien poème, avec une dissertation sur l’origine de la langue française Архивная копия от 2 октября 2013 на Wayback Machine» (П., 1759);
- французский стихотворный перевод «Наставления клирику» Петра Альфонсы (1760).